# 唐家乡 (遂宁市)
唐家乡，是中华人民共和国四川省遂宁市船山区下辖的一个乡镇级行政单位。

## 行政区划
唐家乡下辖以下地区：
场镇社区、唐家村、花果村、长虹村、西堰村、东山村、牌坊村、余建村、周家沟村、双塘村、金垭村和伞峰村。